# 戈哈德
戈哈德（Gohad），是印度中央邦Bhind县的一个城镇。总人口45194（2001年）。

## 人口
该地2001年总人口45194人，其中男性24668人，女性20526人；0—6岁人口7707人，其中男4249人，女3458人；识字率56.99%，其中男性为68.12%，女性为43.61%。